# Chuck Aber
Chuck Aber (nascut com a Charles Robert Aber) és un actor estatunidenc. Llicenciat per la Slippery Rock University Of Pennsylvania, Aber apareixia a les pel·lícules Creepshow (1982) i El silenci dels anyells (1991). També ha sortit en anuncis i en la sèrie de televisió infantil Mister Rogers' Neighborhood. També treballa en produccions locals de teatre al voltant del Pittsburgh, Pennsilvània.

## Filmografia
- Mister Rogers' Neighborhood (7 episodis, 1983-1995) 
  - Everybody's Special (1995)
  - Learning: Part 5 (1992)
  - Growing: Part 1 (1991)
  - Alike and Different (1987) (veu)
  - Making Mistakes (1987) (veu)
- Two Evil Eyes (1990)
- Heartstopper (1991)
- El silenci dels anyells (1991)
- The 10 Million Dollar Getaway (1991)
- Citizen Cohn (1992) (TV)
- Houseguest (1995)
- The Assassination File (1996)
- She's Out of My League (2010)